# Bandera de la República de Altái
La bandera de la República de Altái, en la Federación Rusa, es un paño de cuatro bandas de color azul claro y blanco. La anchura de las franjas, de arriba abajo y en porcentaje, es de 67, 4, 4 y 25. El blanco simboliza la eternidad, tendencia al renacimiento, el amor y el consentimiento de los pueblos dentro de la república. El azul simboliza la limpieza, las montañas, ríos, lagos y el cielo.
La bandera fue diseñada por el artista VP Chukuyev. Fue aprobada el 3 de mayo de 1992 con una proporción de 1:2. Las proporciones se cambiaron a 2:3 el 29 de junio de 1994, de nuevo a 1:2 el 24 de abril de 2003 y revertida a 2:3 el 11 de marzo de 2016.